# 刘成安
刘成安（1964年11月—），男，汉族，重庆人，中华人民共和国传媒工作者，现任中华全国新闻工作者协会副主席，四川广播电视台党委书记、台长。第十三届四川省人大代表。